# Веллер Михайло Йосипович
Миха́йло Йо́сипович Ве́ллер (рос. Веллер Михаил Иосифович, ест. Mihhail Iossifovitš Veller, *20 травня 1948, Кам'янець-Подільський, Українська РСР) — російський письменник, філософ, член російського Пен-Центру, International Big History Association, Російського філософського товариства, лауреат кількох літературних премій.

## Життєпис
Народився 20 травня 1948 року в родині радянського офіцера. У дитинстві та в шкільні роки часто переїздив із батьками, мешкав на Далекому Сході і в Сибіру.
У 1966 закінчив школу № 3 в місті Могильов із золотою медаллю.

## Студентські роки
Став студентом Ленінградського університету (філологічний факультет, відділення російської філології). Був комсоргом курсу й секретарем бюро комсомолу університету. Улітку 1969 року, побившись об заклад, здійснив авантюрну мандрівку: без грошей дістався за один місяць із Ленінграда до Камчатки, використавши попутний транспорт та хитрощами отримавши перепустку навіть до «прикордонної зони». У 1970 році був звільнений із вишу в академічну відпустку, перебрався до Середньої Азії, де віддався бродяжництву. Повернувся восени 1970 року в місто Калінінград, де, завдяки здібностям, екстерном склав іспити на матроса другого класу. Працював на траулері риболовецького флоту. У 1971 році отримав право відновити студентство. Працював старшим піонервожатим у школі. В університетській стінгазеті оприлюднив власне оповідання. У 1972 році захистив диплом за темою «Типи композиції сучасного російського  радянського оповідання» (рос. «Типы композиции современного русского советского рассказа»).

## Зрілі роки
Після закінчення навчання був призваний до лав армії, до пів року служив офіцером артилерії, потому був комісований.
У 1972–1973 рр. працював за розподілом у Ленінградській області вихователем групи продовженого дня початкової школи, викладав російську мову та літературу в сільській восьмирічній школі. Відтак, за власним бажанням, припинив учителювати та влаштувався бетонником у цех збірних конструкцій Ленінградського заводу ЗБК-4. Улітку вальником лісу та землекопом працював із бригадою «шабашників» на Кольському півострові, на Терському березі Білого моря.
У 1974 році працював у Державному музеї історії та атеїзму (Казанський собор) екскурсоводом, молодшим науковцем, столяром, заступником директора з адміністративно-господарської роботи.
У 1975 році — вже дописувач заводської газети Ленінградського взуттєвого об'єднання «Скороход» «Скороходовский рабочий», в.о. зав. відділу, в.о. зав. відділу інформації. На цей рік припали його перші надруковані в офіційних радянських виданнях оповідання.
З травня по жовтень 1976 року переганяв імпортну худобу з Монголії до міста Бійськ через Алтайські гори (у текстах згадував цей час як найкращий у своєму житті).
У 1982 році працював мисливцем-промисловиком у держпромгоспі «Таймирський» у сточищі ріки Пясіни. Влітку 1985 року працює в археологічній експедиції в Ольвії та на острові Березань, восени та взимку — покрівельником.

## Літературна творчість
Наприкінці 1976 повернувся до Ленінграда, де цілком присвятив себе літературі. Проте, на жаль для письменника-початківця, його доробок не вписувався в соцреалістичну дійсність і доконче відхилявся редакторами. Восени 1977 року вступив до семінару молодих ленінградських літераторів-фантастів під орудою славнозвісного Бориса Стругацького.
У 1978 з'являються публікації в ленінградських газетах коротких гумористичних оповідань автора. Підробляє літературною обробкою воєнних мемуарів при видавництві «Лениздат» та написанням рецензій для журналу «Нева».
Восени 1979 перебрався в місто Таллінн, де працював в естонській республіканській газеті «Молодёжь Эстонии». У 1980 перейшов із газети у «профспілкову групу» при Спілці письменників Естонії. Друкує власні твори в часописах «Таллин», «Литературная Армения», «Урал». З літа до осені 1980 мандрував вантажним пароплавом із Ленінграда до Баку, а подорожні враження описав у репортажах для газети «Водный транспорт».
У 1981 створив оповідання «Лінія відліку», де вперше сформував тези власної філософії.
У 1983 вийшла з друку перша збірка оповідань із провокативною назвою «Хочу бути двірником», права на друк якої за кордоном СРСР продали на Московському міжнародному книжковому ярмарку. У 1984 книга була перекладена естонською, вірменською, бурятською мовами; окремі оповідання Веллера друкуються у Франції, Італії, Голландії, Болгарії, Польщі.
Отримав рекомендації для вступу до Спілки письменників СРСР від Бориса Стругацького та Булата Окуджави.
Влітку 1985 вирушив в Україну, де працював у складі російської археологічної експедиції в античній Ольвії та на острові Березань. У 1988 Веллера прийнято до Спілки письменників СРСР. Інтенсивну творчу працю перервав у 1990 викладанням лекцій про російську прозу в університетах міст Мілана та Турина в Італії. У 1994 його запросили читати лекції в університеті данського міста Оденсе. В тому ж 1994 читав лекції у Єрусалимському університеті. Навесні 1997 повернувся до Естонії. Здійснив подорож до США у 1999, де виступав перед читачами в містах Нью-Йорк, Бостон, Клівленд, Чикаго. Тоді ж вийшла друком збірка оповідань «Памятник Дантесу».
Жив у Таллінні та в Ленінграді. З 1978 до початку 1990-х мешкав в Естонії. Пізніше оселився в Москві.
На сьогодні є одним із найвідоміших сучасних письменників Росії. Веде радіопрограму «Поговорим с Михаилом Веллером» на «Радио России». Відомий як завзятий російський полеміст (International Big History Association, Культурна революція (телепередача)).

## Політична позиція
Є критиком сучасного політичного режиму в Росії; вважає, що анексією Криму та війною на сході України 2014 року Росія порушила договори з Україною, анексію Криму не схвалює.

## Родина Веллера
- Дружина — Анна Агріоматі
- Донька — Валентина (нар. 1987)

## Твори
- Цикл оповідань «Легенди Невського проспекту» (1993).
- Повість «Пригоди майора Звягіна» (1991).
- «Ножик Сєрьожи Довлатова» (1994).
- Фантастичні оповідання.
- П'єси.

Повний список творів автора: Список творів Михайла Веллера

## Екранізації творів
- «Навиворіт» / ест. «Pahupidi» (1989, к/м, реж. В. Блінов, Талліннфільм) — екранізація оповідання рос. «А вот те шиш»
- «Балада про бомбера» (2011, т/с, Росія—Україна, реж. Віталій Воробйов) — за мотивами однойменної повісті

### Критика
- Александр Тарасов. Похабный анекдот. Скепсис. Архів оригіналу за 18 травня 2012. Процитовано 2 листопада 2014.
- Михаил Бойко. Большой Хлопок. Архів оригіналу за 2 листопада 2014. Процитовано 2 листопада 2014.
- Марат Салихов. Михаил Веллер и нигилизм. Архів оригіналу за 4 грудня 2019. Процитовано 4 грудня 2019.